# Barbut verd de collar
El barbut verd de collar (Psilopogon auricularis) és una espècie d'ocell de la família dels megalèmids (Megalaimidae) que habita boscos als turons i muntanyes de Laos i el Vietnam.